# Monte Rotondo (navire)
Le Monte Rotondo est un cargo roulier construit de 1971 à 1973 par les Ateliers et Chantier de La Rochelle-Pallice pour la Compagnie générale transméditerranéenne (CGTM). Mis en service en janvier 1973 sur les liaisons de fret entre Marseille et la Corse, il est ensuite transféré sous les couleurs de la Société nationale maritime Corse-Méditerranée (SNCM) en 1976. Retiré de la flotte en 2002, il est cédé à la société turque Orsa Deniz Hizmetleri et rebaptisé Lale Ünaldi. Exploité par cet armateur jusqu'en 2005, il est revendu cette année-là à la compagnie Tramola Gemi İşletmeciliği et navigue sur une courte ligne entre les provinces turques d'Istanbul et de Balıkesir sous le nom de Tramola 1. Retiré du service en janvier 2023, il est finalement échoué sur les plages d’Aliağa pour y être démantelé.

## Histoire

### Origines
Au début des années 1970, le trafic fret sur la Corse est en plein développement. À cette même période, en 1969, la Compagnie générale transméditerranéenne, issue de la fusion de la Compagnie générale transatlantique et de la Compagnie de navigation mixte succède à ces dernières sur les lignes maritimes méditerranéennes. Dès sa création, la nouvelle entité est cependant confrontée à des problèmes d'exploitation de sa flotte de cargos assurant le transport des marchandises entre le continent et la Corse. En raison de leur obsolescence, l’Estérel et le Relizane ont été transférés sur l'Afrique du Nord et des problèmes liés à la charte d'affrètement du Travetal compromettent son maintien sur les lignes de Corse. Afin de remplacer ce dernier, la direction de la CGTM envisage ainsi de doter sa flotte d'un cargo disposant d'une capacité et d'une vitesse suffisante pour permettre à la fois de correspondre à la tendance actuelle du trafic, de se prémunir contre son évolution et d'apporter des gains de productivité, mais aussi d'assurer le doublage des car-ferries durant l'été, période à laquelle ces derniers absorbent plus difficilement les flux de voitures accompagnées. Cette future unité est alors imaginée pour être le roulier le plus capacitaire et le plus rapide mis en service sur les lignes de la Corse. Sa vitesse devra permettre également d'effectuer des escales plus longues, nécessaires pour pouvoir capter efficacement l'entièreté des flux transitant à bord sans devoir risquer de retard. Ainsi, le 26 janvier 1971, la CGTM signe avec la Société nouvelle des ateliers et chantiers du Havre (SNACH) le contrat de construction du futur cargo. Dans la continuité de ses prédécesseurs, celui-ci est baptisé du nom du Monte Rotondo, sommet Corse et culminant à 2 622 mètres d'altitude.

### Construction
La réalisation du navire est confiée aux Ateliers et chantiers de La Rochelle-Pallice (ACRP), affiliés à la SNACH. Dans un souci d'efficacité, le constructeur va utiliser pour le futur Monte Rotondo la coque d'un chalutier de haute mer initialement destiné à la pêche à Terre-Neuve mis sur cale le 13 décembre 1971 et dont le propriétaire avait finalement renoncé à la poursuite des travaux à mi-construction. Quelques éléments de son architecture initiale seront conservés, la cale à poissons fera office de garage et le portique destiné à la récupération des chaluts subsistera, de même que la marque de franc bord « HAN » (Hiver Atlantique Nord). Ceci aura pour principal effet de faire baisser le prix d'achat du cargo, ce qui permettra à la CGTM de réduire le coût du mètre linéaire. Malgré sa ligne tranchant radicalement avec les précédents cargos de la compagnie, la véritable évolution réside dans ses caractéristiques. Sa capacité de roulage de 660 mètres linéaires en fait à l'époque le cargo le plus capacitaire aligné sur la Corse et sa vitesse de 19 nœuds permettra d'assurer le doublage des car-ferries avec des horaires sensiblement équivalents mais aussi à un convoyeur de débarquer le matin et d'embarquer de nouveau le soir. Le navire est lancé le 7 septembre 1972 à 16h00 et subit ensuite pendant quatre mois les derniers travaux de finitions au quai d'armement, avant de réaliser ses essais en mer le 12 janvier 1973. Le Monte Rotondo est par la suite réceptionné par la CGTM 14 janvier.

### Service
Le 16 janvier 1973, le Monte Rotondo, sous les ordres du commandant Perrin, quitte La Rochelle Pallice à 15h21 à destination de Marseille. Durant le convoyage, le navire effectue des escales à Bordeaux et à Alger. Quelques jours plus tard, le 25 janvier, il arrive pour la première fois dans son port d'attache à 23h17. Le baptême du Monte Rotondo a lieu le lendemain en présence de sa marraine Mme Blum, épouse du président de la CCI de Marseille et de l'abbé Party, aumônier du port qui bénit le navire. Le 27 janvier, il commence officiellement sa carrière entre Marseille et la Corse. Rapidement, il est constaté que ses stabilisateurs, non rétractables, entraînent des problèmes d'exploitation. Le navire peut en effet subir des coups de roulis pouvant dépasser les 30° par mer forte, ce qui risquerait d'endommager le chargement et aboutir dans le pire des cas à un ripage de la cargaison. Dans l'attente de l'arrêt technique de garantie, une solution transitoire doit être mise en place. C'est ainsi que le Monte Rotondo se voit installer des quilles anti-roulis à l'occasion d'un arrêt technique effectué du 18 au 24 juin.
Le 18 février 1974, le navire retourne aux chantiers qui l'ont vu naître dans le cadre de l'arrêt technique de garantie destiné au remplacement des stabilisateurs à ailerons fixes par des modèles à ailerons repliables. Plus grands que les stabilisateurs d'origines leur efficacité se fait immédiatement sentir durant les essais en mer. À l'issue des travaux, le Monte Rotondo quitte La Rochelle Pallice le 21 mars pour retourner sur Marseille. Au cours de ce voyage, le navire fait escale à Casablanca au Maroc où il réceptionne une cargaison de primeurs pour le compte de la compagnie Fabre puis reprend sa route vers Marseille où il arrive le 28 mars. Quelques mois plus tard, le 29 août durant une traversée entre Ajaccio et Marseille, l'équipage recueille vers 2h00 du matin six personnes se trouvant dans un radeau pneumatique à une trentaine de milles du cap Camarat. Les rescapés, partis de Cavalaire-sur-Mer dans la matinée du 27 août pour rejoindre Ajaccio à bord de leur voilier, le Sirocco, avaient essuyés une lame de fond quelques heures après leur départ et dérivaient depuis 36 heures.
Le 16 mars 1976, dans le cadre de la mise en place de la continuité territoriale entre le continent et la Corse, la Compagnie générale transméditerranéenne est nationalisée et devient la Société nationale maritime Corse-Méditerranée (SNCM). À l'instar des autres navires de la flotte, le Monte Rotondo est transféré au sein de cette nouvelle entité. À l'occasion, ses cheminées sont repeintes aux nouvelles couleurs de l'armement.
Au cours de l'année 1984, en raison de l'arrivée du nouveau cargo Monte Cinto, plus imposant et plus capacitaire, le Monte Rotondo est relégué à la desserte des ports secondaires de la Corse. C'est dans ce cadre que le 24 avril, le navire effectue la première escale de la SNCM à Porto-Vecchio, habituellement relié au continent par la Compagnie méridionale de navigation (CMN) qui devra désormais partager la desserte. À l'occasion, le cargo est reçu en grande pompe par les autorités locales, à 11h00, sous pavois.
Le 12 novembre 1986, le Monte Rotondo quitte le port de Marseille à 16h en direction de Porto-Vecchio. Le lendemain, alors que le navire a franchi les bouches de Bonifacio et remonte en direction de Porto-Vecchio, une avarie provoquée par un talonnage de récif survient à 8h00 avec des rochers de l'île du Toro, en face du golfe de Santa Giulia, à la suite d'une erreur de navigation. Immédiatement, une inspection rapide est ordonnée par le commandant afin de connaître l’étendue des dégâts. À 8h10, l'équipage constate un niveau d'eau anormalement élevé des ballasts 3 à 8 ainsi que l'arrêt de l'hélice bâbord et repère une voie d'eau au niveau de la salle des machines sous les réducteurs. Le Monte Rotondo ne naviguant alors que sur son seul moteur tribord, qui ne fonctionne par ailleurs que sur sept cylindres, le huitième étant en avarie depuis la nuit, le commandant décide de dérouter son navire sur Bastia, la traversée du golfe de Porto-Vecchio étant jugée dangereuse dans ces conditions. Tandis que le navire remonte le long de la côte orientale corse à 8,5 nœuds, les dispositifs de pompage sont actionnés pour limiter l'entrée d'eau dans la salle des machines. Le cargo parvient ensuite à rallier Bastia aux alentours de 18h, soit dix heures après la collision. Le lendemain, alors que l'équipage tente de colmater les voies d'eau avec les moyens à sa disposition, la décision est prise de faire appel à un remorqueur afin d'acheminer le navire à Marseille. Ainsi, dans la soirée du 15 novembre le Marseillais 17 prend en remorque le Monte Rotondo et les deux navires quittent Bastia pour Marseille. Durant la traversée cependant, le niveau d'eau monte dangereusement dans la salle des machines, forçant le convoi à se dérouter vers Nice où il arrive le lendemain à 8h. Dans la journée du 16 novembre, des plongeurs de la société Oceamer s'affairent autour de la coque du navire et deux moto-pompes sont embarquées pour limiter l'inondation de la salle des machines. Le convoi peut alors reprendre la direction de Marseille. Dès son arrivée le lendemain vers 16h00, le Monte Rotondo entre dans la forme 7. Le navire a subi d'importants dégâts, l'hélice tribord est endommagée et des tôles sur bâbord sont déformées et déchirées sur une longueur d'environ 50 mètres et 30 centimètres de large. Près de 200 m2 de tôles doivent être remplacées. Après des essais en mer, le Monte Rotondo reprend son exploitation régulière sur Porto-Vecchio le 9 février 1987.
Au début des années 1990, la SNCM entreprend d'importants changements de son identité visuelle se caractérisant notamment par l'ajout sur la coque de ses navires de la marque commerciale « SNCM Ferryterranée ». À l'inverse toutefois du reste de la flotte, le Monte Rotondo sera le seul navire à ne pas arborer la marque sur ses flancs qui resteront vierges de toute inscription. À cette même période, le navire est proche de la limite d'âge imposée par la convention particulière de la continuité territoriale. Ainsi, à l'occasion du renouvellement pour cinq ans de la convention en août 1991, la SNCM est invitée à pourvoir au remplacement du Monte Rotondo et commande dans ce cadre un nouveau navire mixte destiné à lui succéder à l'horizon 1994. Mais alors que ce dernier est sur le point d'être livré, un évènement inattendu va prolonger la carrière du Monte Rotondo au sein de la flotte. En effet, le 1er janvier 1994, le Monte Stello s'échoue au large de Bonifacio et est déclaré en perte totale. C'est dans ce contexte que le nouveau Paglia Orba, livré au mois de mars, vient combler la perte du Monte Stello, accordant en conséquence un sursis au Monte Rotondo qui est pour sa part transféré sur la desserte de L'Île-Rousse.

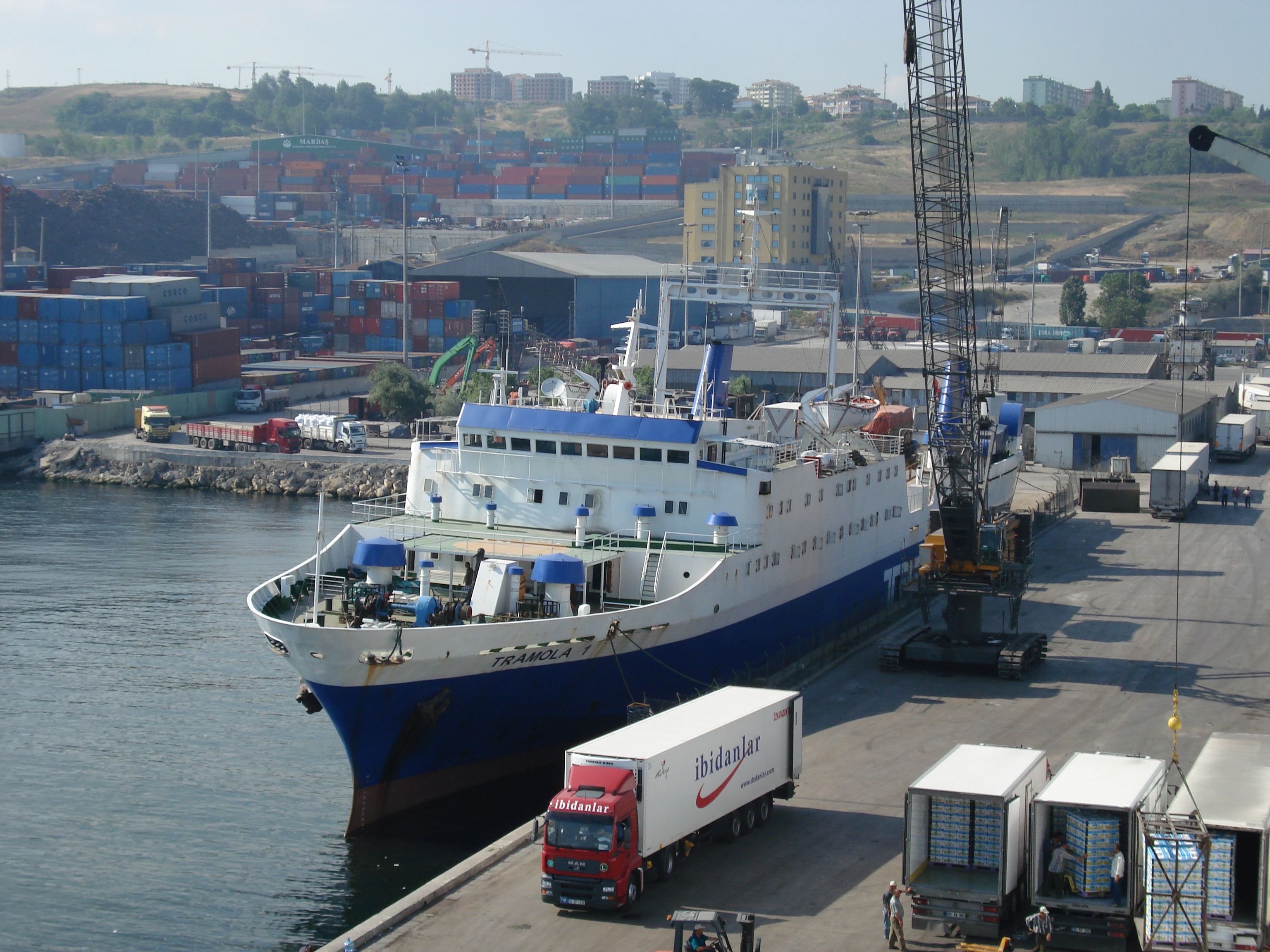
Le Tramola 1 en 2007.

Le 3 janvier 2002, le Monte Rotondo appareille de L'Île-Rousse et quitte pour la dernière fois la Corse. Arrivé le lendemain à 6h30 à Marseille il achève sa dernière rotation pour le compte de la SNCM. Le navire est ensuite désarmé au poste 124 à partir 9 janvier. Au terme de près de 29 ans de navigation sur les lignes de la Corse, le navire est retiré de la flotte en prévision de l'arrivée du futur Pascal Paoli.
En août 2002, le navire est vendu à la société turque Orsa Deniz Hizmetleri qui le rebaptise Lale Ünaldi. Après quelques transformations, il est mis en exploitation par son nouveau propriétaire en mer de Marmara.
De nouveau vendu en juin 2005 à la compagnie Tramola Gemi İşletmeciliği, il devient le Tramola 1 et est affecté à une courte liaison de fret entre les provinces d'Istanbul et de Balıkesir. Le navire assure cette ligne sans discontinuer jusqu'en 2023. Entrant dans sa 50e année de navigation, il est vendu à la ferraille et conduit le 19 janvier aux chantiers d'Aliağa afin d'y être démoli.

## Aménagements
Avant tout conçu pour le transport de fret, le Monte Rotondo était équipé pour transporter 32 convoyeurs. Ceux-ci avaient à leur disposition une salle à manger comportant neuf tables de quatre et neuf cabines pouvant loger quatre personnes.

## Caractéristiques
Le Monte Rotondo mesurait 109,51 mètres de long pour 17,50 mètres de large, son tirant d'eau était de 5,24 mètres et sa jauge brute était de 5 127 UMS. Le navire possédait un garage de 660 mètres linéaires de roll accessible par une porte-rampe arrière de 7,00 mètres de large et permettant un accès aux semi-remorques de plus de 4,50 mètres de hauteur. Sa propulsion était assurée par deux moteurs diesel quatre temps semi-rapides SEMT-Pielstick 8PC2, 8 cylindres en ligne, entraînant chacun à 250 tours par minute une hélice à quatre pales orientables KaMeWa par l'intermédiaire d'un réducteur Lohmann & Stolterfoht. La puissance totale était de 6 252 kW et la vitesse en service s'élevait à 19,5 nœuds. Le cargo était aussi doté d'un propulseur d'étrave Shottel de 300 chevaux et de stabilisateurs HDW à ailerons non rétractables qui seront remplacés par des stabilisateurs à ailerons rétractables en 1974. Enfin, le navire était pourvu de deux embarcations de sauvetages ouvertes de petite taille pour l'évacuation des personnes à bord.

## Lignes desservies
Pour la CGTM puis pour la SNCM, de 1973 à 2002, le Monte Rotondo était affecté au transport de marchandises entre Marseille et les ports de Bastia et d'Ajaccio, et servait aussi, au début de sa carrière, de doublon des car-ferries pour le transport des véhicules en saison estivale. Progressivement remplacé par des unités plus importantes, le navire a desservi Porto-Vecchio dans les années 1980 puis L'Île-Rousse à la fin de sa carrière sous pavillon français. Il sert également régulièrement de navire école et permet ainsi aux officiers ou au personnel de maistrance de suivre la formation à la fonction supérieure.
À la suite de sa vente en Turquie, il desservait jusqu'en 2023 une courte ligne de fret entre Ambarlı (Province d'Istanbul) et Bandırma pour la compagnie Tramola Gemi İşletmeciliği sous le nom de Tramola 1.